# دانشگاه ایالتی کالیفرنیا در بیکرزفیلد
دانشگاه ایالتی کالیفرنیا در بیکرزفیلد (به انگلیسی: California State University, Bakersfield) یک دانشگاه عمومی است که در سال 1965 تأسیس شد. دانشگاه در زمینی به وسعت یک و نیم کیلومتر مربع در سال 1970 رسماً باز شد و بدین ترتیب نوزدهمین مرکز آموزشی در سیستم دولتی ایالت کالیفرنیا گردید. دانشگاه دارای 31 رشته آموزشی برای مدرک «لیسانس» و 22 رشته برای مدرک «فوق لیسانس» و همچنین یک رشته برای دکترا می‌باشد. در پاییز سال 2002 تعداد 7700 دانشجو در مقاطع مختلفی تحصیلی در این دانشگاه که علاوه بر محل اصلی در «بیکرزفیلد» در مرکز «آنتلوپ ولی» که در «لنکستر» واقع می‌باشد، مشغول تحصیل بوده‌اند.